# 海月志穂子
海月 志穂子（みづき しおこ）は、日本の漫画家。自画像は海月。

## 作品
- 愛の種子-LOVE FRUITS-（ISBN 4253133967）
- 3人で愛しあいましょ?（全5巻）
  - 第1巻（ISBN 4253190642）
  - 第2巻（ISBN 4253190650）
  - 第3巻（ISBN 4253190669）
  - 第4巻（ISBN 4253190677）
  - 第5巻（ISBN 4253190685）
- crossroad（全7巻）
  - 第1巻（ISBN 4253192912）
  - 第2巻（ISBN 4253192920）
  - 第3巻（ISBN 4253192939）
  - 第4巻（ISBN 4253192947）
  - 第5巻（ISBN 4253192955）
  - 第6巻（ISBN 4253192963）
  - 第7巻（ISBN 4253192971）
- 電脳ビリーバーズ（「月刊プリンセス」にて連載中）
  - 第1巻（ISBN 4253193951）
  - 第2巻（ISBN 425319396X）
  - 第3巻（ISBN 4253193978）
- あゆまゆ（全5巻） ※しおたろう名義でシナリオ、絵コンテを担当
  - 第1巻（ISBN 4253204953）
  - 第2巻（ISBN 4253204961)
  - 第3巻（ISBN 425320497X)
  - 第4巻（ISBN 4253204988)
  - 第5巻（ISBN 4253204996)
- しあわせの種（「まんがくらぶオリジナル」にて連載中）